# 목마도서관
목마도서관은 서울특별시 양천구에 있는 도서관이다.

## 연혁
- 2009.07.20. 목마도서관 개관